# Nozipo Maraire
J. Nozipo Maraire (Salisbury, 1966) è un medico e scrittrice zimbabwese.

## Vita
Nozipo Maraire è nata a Salisbury in Rhodesia nel 1966, durante il periodo di passaggio del Paese da una condizione di sottomissione alla Gran Bretagna ad una indipendenza.
Durante le ostilità Maraire abbandonò lo Zimbabwe per trasferirsi dapprima in Canada, poi negli Stati Uniti ed infine in Giamaica. Maraire tornò in Patria mentre si era diffusa una ondata di razzismo da parte della esigua minoranza di bianchi che controllava il potere ai danni della grande maggioranza di neri. Raggiunta l'età di diciotto anni, emigrò in America, per iscriversi alla facoltà di medicina presso la Harvard University nel Massachusetts. Attualmente lavora alla Yale University nel ruolo di ricercatrice, occupandosi di disabilità neurologica, emorragie e malformazioni intercraniali.

## Opere letterarie
Oltre a varie pubblicazioni su riviste mediche per presentare i suoi studi, Maraire ha scritto una novella intitolata "Zenzel: A Letter for My Daughter", redatta inizialmente per divertimento senza alcuna intenzione di farla pubblicare. L'opera fu un successo editoriale e di critica al punto che il New York Times lo valutò il miglior libro dell'anno 1996. In questa opera Maraire volle manifestare le sue idee sulla prospettive, sulle speranze e attese espresse dall'angolazione di una donna africana. Si può definire un'autobiografia ampliata da una serie di racconti relativi ai bambini che le sono state raccontate dai suoi genitori. Le altre tematiche principali affrontano le ingiustizie razziali, gli aneliti di libertà, le problematiche della famiglia.